# Nikola Kolja Kirigin
Nikola Kolja Kirigin (Mirca, 29. travnja 1918. – Supetar, 14. travnja 2011.), dobrotvor, poduzetnik, intelektualac, pjesnik, iseljenički djelatnik i novinar.
Brat je poznatog hrvatskog liturgičara Martina (Josipa) Kirigina.

## Životopis
Rodio se je 1918. u Mircima. U Mircima je pohađao osnovnu školu. U Splitu je završio Klasičnu gimnaziju. Na studij je otišao u Zagreb gdje je upisao Agronomski fakultet. Tijekom studija pristupio je u križarsku organizacij Veliko križarsko bratstvo. Studij je uspješno završio ožujka 1941., pred sami rat.
Zaposlio se je kao upravitelj imanja barunice Vere Nikolić - Podrinske. U isto vrijeme bavi se i novinarstvom. Vodio je tjednik Seljačko ognjište. Pisao je i za druge tiskovine članke iz područja poljodjelstva, s naglaskom na vinogradarstvo: Nezavisna Država Hrvatska, Gospodarstvo, Hrvatski krugoval i Novo doba. Uskoro je postao dužnosnik Starčevićeve mladeži. 1942. se je godine oženio djevojkom iz Kaštela, s kojom je dobio trojicu sinova.
Budući da je Kirigin bio sposoban u svojoj struci, poljodjelski dužnosnici u NDH su ga primijetili i uposlili za svoje razvojne planove hrvatskog agrara. Od 1943. nadstojnik je Gospodarsko-opskrbnog odsjeka Ministarstva za oslobođene krajeve NDH. Od ožujka 1944. povjerenik je Poslovnice za prehranu oslobođenih krajeva. Kad je to ministarstvo ukinuto svibnja 1944., pomagao je Dalmaciji u opskrbi hranom.
Listopada 1944. ranjen je. Do lipnja 1945. godine nalazi se u Splitu u partizanskom zarobljeništvu.
Nikola je prošao bolje od brata, kojeg su partizani ubili, a obiteljsku im kuću opljačkali. Usprkos svemu tome, vratio se u rodno mjesto gdje je obiteljski vinograd postupno obnovio. Budući da je bio stručnjak u svojem polju, uskoro je postoa predsjednik Poljoprivredne zadruge Mirca, koju je doveo do toga da je bila najuspješnija bračkom Poljoprivrednom zadrugom. Nastavio je raditi na poboljšanju poljodjelske nadgradnje, te je 1956. od donacije mještana u ulju i novcima kalifornijskih iseljenika u Italiji nabavio novo postrojenje za preradu maslina. Time su njegova Mirca opet prednjačila na Braču. Uz to inicirao je i organizirao izgradnju pristaništa u Mircima.
Kiriginova sposobnost izazvala je zavist političkih protivnika i nesposobnjaka. Uslijedila je nova politika "progona neprijatelja socijalizma" zbog čega je prisiljen 1959. napustiti Mirca i otići u Zagreb. Usprkos svojoj stručnosti, vrlo je teško dobio posao. Jedva je dobio mjesto činovnika. Radio je u Kemikaliji, no i ondje je vidio da nije poželjan.
Još iste godine otišao je u SAD, u San Francisco. Odmah se je aktivirao u hrvatskim iseljeničkim udrugama. Radio je na tome da se hrvatske iseljeničke snage udruže. Pisao je za iseljeničke listove Danicu iz Chicaga, Hrvatsku državu iz Münchena, Hrvatski tjednik iz St. Albansa i Hrvatski dom iz Calgaryja. Osjetio je važnost medija. Sa sinom Tončom pokrenuo je radijski program[zna li se ime postaje ili emisije?] koji je radio emisije puno desetljeće. Nikola je čitao tekstove na hrvatskom, a sin na engleskom.
Agronomska znanja primijenio je i ovdje. Našao je radno mjesto enologa te je radio u vinarijama u Kaliforniji Almadenu i San Martinu do 1970. godine. Poslije je otišao u New York, koji je onda bio središtem hrvatske emigracije. 1976. je godine kupio manje vinogradarsko imanje i vinariju, i danas znani Kirigin Cellars. Pročuo se po patentiranom desertnom vinu Vino de Moccha koje je radio od kaštelanskog crljenka (u SAD znanog kao zinfandel) aromatiziranog kavom, narančom i čokoladom.
S aktivnim radom u hrvatskim iseljeničkim organizacijama nije stao ni 1970-ih. Uključio se u Sjevernoameričko vijeće u kojem je aktivan, te je godine 1974. sudionik na osnivačke skupštine Hrvatskoga narodnog vijeća. Izabran je za prvog tajnika. Bio je sabornik u dvama mandatima (1983. i 1988.). HNV je obavljao ulogu onog za šta se Kirigin zalagao od svog dolaska u SAD - da se svi Hrvati u objema Amerikama okupe, pripremajući se za dan kad će se Hrvatska jednom napokon osamostaliti. Iz tog vremena datiraju česti susreti s budućim američkim predsjednikom Reaganom, ondašnjim kalifornijskim guvernerom, što tisku nije promaklo. Na Kiriginovu inicijativu hrvatski iseljenici podupiru Reagana, koji se Hrvatima poslije i odužio.
Prema kraju 1980-ih bio je sve izvjesniji dan kad će pasti komunizam, SSSR, Jugoslavija i da će se Hrvatska napokon osamostaliti. Tad su Kiriginovi kalifornijski iseljenici ugošćivali hrvatske intelektualce. Franjo Tuđman je 1988. godine dočekan u San Francisco kao nitko dotad.
1992. se je godine po prvi put vratio u Hrvatsku nakon što je bio prisiljen emigrirati. Ni tada nije prestao s borbom za Hrvatsku i borbu za istinu o Hrvatskoj i Domovinskom ratu. Sa svojim dugogodišnjim prijateljem dr Andrijom Hebrangom u Frankfurtu je na njihovu obostranu inicijativu, početkom rata osnovano Društvo hrvatskih liječnika.
Kirigin je tijekom Domovinskog rata nastavio na međunarodnom povezivanju Hrvata. Bio je tajnik Inicijativnog odbora za osnivanje Svjetskog hrvatskog kongresa. Ta je krovna iseljenička udruga 1993. godine i osnovana, a Kirigin jom je predsjedao. Bio je prvi predsjednik. HSK je postala članom UN 1998. godine. Dotad, Kirigin je po svijetu organizirao pomoć po svijetu za Hrvatsku koja je bila ugrožena velikosrpskom agresijom. Važnost samostalne države isticao je u govorima koje je držao po svijetu, ističući kako su u nedavnoj prošlosti postojale tri hrvatske države (Banovina Hrvatska, NDH i ZAVNOH) od kojih ni jedna nije opstala te žalosnu činjenicu da su Hrvati u toj prošlosti bili prisiljeni kao narod držati se pognuto, u submisivnom položaju. Zbog toga se je tako žestoko i neumorno zauzimao za Hrvatsku.
Zadnje je godine života proveo u rodnim Mircima. Pisao je dopise, razmišljanja, pisma i pjesme koje je objavio u Glasu Koncila.
Umro je u Domu zdravlja u Supetru 14. travnja 2011., a pokopan je u obiteljskoj grobnici.